# Batagelj
Batagelj je priimek v Sloveniji, ki ga je po podatkih Statističnega urada Republike Slovenije na dan 1. januarja 2010 uporabljalo 287 oseb in je med vsemi priimki po pogostosti uporabe uvrščen na 1.384. mesto.

## Znani nosilci priimka
- Andrej Batagelj (*1980), atlet
- Borut Batagelj (*1976), zgodovinar (športa), arhivist
- Borut Batagelj, strokovnjak za računalniški vid, prof. FERI UL
- Boštjan Batagelj, atlet
- Boštjan Batagelj (*197_?), fizik?, prof. FE
- Eva Batagelj (*1947), biologinja, parazitologinja
- Franc Batagelj (1893—1942), častnik Rdeče armade
- Franc Batagelj (1939—2006), politik
- Gregor Batagelj,
- Jagoda in Jurij Batagelj, profesionalna športna plesalca
- Jolanda Batagelj (Jolanda Čeplak) (*1976), atletinja
- Jure Batagelj, atlet
- Marjan Batagelj (*1962), geograf, podjetnik, turistični gospodarstvenik
- Polona Batagelj (*1989), kolesarka
- Tone Batagelj (1894—1974), pravnik, pesnik, kulturni delavec, TIGR-ovec
- Vladimir Batagelj (*1948), matematik, univ. profesor
- Zenel Batagelj, merilec javnega mnenja (Valicon)